# Briouze

Briouze este o comună în departamentul Orne, Franța. În 1 ianuarie 2022 avea o populație de 1.511 de locuitori.